# Libanese gijzelaarskwestie
De Libanese gijzelaarskwestie verwijst naar de systematisch gijzeling van 96 westerlingen in Libanon in de periode tussen 1982 en 1992. De meeste gijzelaars waren van Amerikaanse of West-Europese afkomst. Zeker tien van hen kwamen om tijdens de gevangenschap vanwege moord, ziekte of een gebrek aan medische zorg.

## Gijzelingen
De groepen die de gijzelingen opeisten opereerden onder verschillende namen, maar op basis van getuigenissen van gijzelaars kon worden opgemaakt dat de gijzelingen gebeurden door Hezbollah, of facties van Hezbollah. Aangenomen wordt dat achter de schermen Iran – en zij het in mindere mate – Syrië een belangrijke rol speelden bij de gijzelkwestie.

### Redenen gijzelingen
In eerste instantie lijkt het dat de gijzelingen zijn begonnen als een waarborg dat de Verenigde Staten geen vergeldingsacties zou uitvoeren voor de bomaanslag op de Amerikaanse ambassade in Beiroet en een aanslag op een internationale vredesmacht waarbij 220 Amerikaanse mariniers en 58 Franse paratroopers om het leven kwamen. Later ging het een steeds belangrijke rol spelen in de buitenlandse politiek van Iran om politieke, militaire en financiële concessies te krijgen van het westen.
Ook hoopte Iran dat zij de westerse gijzelaars kon uitwisselen tegen verschillende van haar eigen mensen. Zo waren in 1982 vier Iraanse diplomaten gegijzeld door een christelijke gewapende factie in Beiroet. Ook hoopten zij op de vrijlating van een aantal aanslagplegers in Kuweit in 1983 op een aantal sleutelpunten, waaronder de ambassades van Frankrijk en de Verenigde Staten. Deze aanslagen werden gepleegd als vergelding voor de hulp die deze landen, inclusief Kuweit, boden aan Irak tijdens de Irak-Iranoorlog.

### Politieke reactie westen
Door de strenge veiligheidsmaatregels van de gijzelnemers slaagden slechts een paar bevrijdingsacties. Samen met de druk die de familie van gijzelaars in het westen uitoefenden op de regering zorgde ervoor dat de Amerikaanse regering afweek van haar beleid ten opzichte van terroristen: 'geen onderhandelingen, geen concessies'. In het geheim begon de regering van president Ronald Reagan wapens te leveren aan Iran. Zij was op dat moment verwikkeld in een oorlog met Irak. De wapenleveringen zouden bekend komen te staan als de Iran-Contra-affaire. Groot-Brittannië onder leiding van Margaret Thatcher wilde helemaal geen onderhandelingen met de gijzelnemers en zou dit standpunt pas veranderen toen John Major premier werd.

## Einde gijzelaarskwestie
Een van de redenen dat de gijzelkwestie in 1992 ten einde kwam was de val van de Sovjet-Unie. Daardoor was er geen grootmacht meer om de Verenigde Staten tegenwicht te bieden, en moest Iran voorzichtiger zijn met haar benadering van dit land. Een andere reden was het einde van de Irak-Iranoorlog en de belofte dat Hezbollah haar wapens mocht houden toen de Libanese burgeroorlog ten einde liep. Ook verklaarden Frankrijk en de Verenigde Staten dat zij geen wraak zouden nemen op Hezbollah. Een andere reden - hoewel betwijfeld - is dat Hezbollah aan het einde van de burgeroorlog deel moest gaan nemen aan het het democratisch proces en daarvoor een koerswijziging onderging waarbij zij minder geassocieerd wilde worden met haar gewelddadige verleden.

## Gijzelaars
De gijzelaars waren meestal journalist, diplomaat of leraar. Onder de gekidnapte westerlingen waren 25 Amerikanen, 16 Fransen, 12 Britten, 7 Zwitsers en 7 West-Duitsers. De meeste van hen werden niet (per se) vanwege hun standpunten gegijzeld. Uitzonderingen hierop waren Williams Francis Buckley, hoofd van het plaatselijke CIA-bureau en William Higgins, een kolonel bij de Amerikaanse mariniers. Bij de andere gijzelaars was de belangrijkste reden voor de gijzeling meestal dat de slachtoffers vaak makkelijk en niet goed beveiligde doelwitten waren. De bekendste gijzelaar is waarschijnlijk Terry Waite, die optrad als onderhandelaar, maar vervolgens zelf gegijzeld werd.